# Adidas Al Rihla

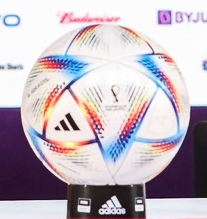
Adidas Al Rihla

Adidas Al Rihla é a bola de futebol utilizada na Copa do Mundo FIFA de 2022, que está sendo realizada em oito sedes do Catar. A bola é produzida pela Adidas e foi lançada em 30 de março de 2022.
Al Rihla é o começo de tudo. Onde a história recomeça, cada toque é um novo espetáculo. Uma bola especial para um jogo especial. É o que o mundo inteiro estava esperando. Al-Rihla, o nome dela significa “A Jornada” e a tecnologia promete ajudar na velocidade dos jogos do mundial; será a 14ª bola consecutiva confeccionada pela Adidas em Copas.